# Briggsia elegantissima
Briggsia elegantissima är en tvåhjärtbladig växtart som först beskrevs av Augustin Abel Hector Léveillé och Eugène Vaniot, och fick sitt nu gällande namn av William Grant Craib. Briggsia elegantissima ingår i släktet Briggsia och familjen Gesneriaceae. Inga underarter finns listade i Catalogue of Life.